# 馬自達Parkway
馬自達Parkway（日语：マツダ・パークウェイ）是一款1972年至1997年間由日本馬自達汽車公司製造發售的小型巴士。

## 概要與歷史

### 第一代（1972年-1982年）
1972年4月17日發表上市，車體由西日本車體工業公司打造，引擎可區分成汽油與柴油兩種型式、三種排氣量：2.0L水冷式四缸OHV VA型引擎（最大馬力92ps）、2.5L XA型（最大馬力77ps）、2.7L XB型（最大馬力81ps）直列四缸柴油引擎；車型可區分成13人座的「Super DX」型和26人座的「DX」型兩種。此外，車上配備了調幅/調頻廣播收音機，以及三段式暖氣空調系統。

#### Parkway Rotary 26
馬自達（當時仍稱東洋工業）甚至為這款小巴裝上13B-AP型轉子引擎，於1974年7月22日正式發售；最大馬力135hp / 6,500rpm，最大扭力18.3kgm / 4,000rpm。跟第二代Luce、Cosmo AP一樣為了改善低轉速域的操控性能，裝置了一種被原廠稱作「扭矩滑動器」（（日語）トルクグライド）的扭力轉換器。此裝置能防止引擎熄火，但不能像扭力轉換器一樣加大扭力。因此，排檔桿增加了「P」的停車檔。
雖然轉子引擎平順的轉速與靜肅性是這部小巴士的優點，但油耗表現始終無法跟柴油引擎相比，總計至1976年停產為止只製造了44輛。廣島縣廣島市和靜岡縣濱松市的地方政府曾購入這款車作為消防通信車輛之用，不過現在下落不明。

### 第二代（1982年-1997年）
1982年大改款的Parkway正式發表上市，車頭的進氣壩和前保險桿的設計近似馬自達Titan，而且助手席也附有車門。尾燈與第五代323的三門掀背車型共用，引擎則為3.5L直列四缸SL型柴油引擎，可輸出最大馬力105ps / 3,200rpm，扭力峰值29kg·m / 2,000rpm。1987年進行小改款，跟Titan一樣改成四顆方形頭燈。
這款小巴外銷到諸如紐西蘭、澳洲等右駕的國家，改裝成附有廚房、臥室等設備的露營車後相當受到當地消費者的歡迎。可惜1997年起停止生產，沒有出現任何後繼車種，等於宣告馬自達自小型巴士這塊市場撤離。

## 外部連結
- 【MAZDA】小型客車篇：從Light Bus到Parkway 26
- AutoNet：夢幻的轉子引擎小巴，Mazda Parkway Rotary 26 （页面存档备份，存于）
- （英文）1974-1976 Mazda Parkway Rotary 26 （页面存档备份，存于）